# Baegam-myeon
Baegam-myeon (koreanska: 백암면) är en socken i provinsen Gyeonggi i den centrala delen av Sydkorea, 55 km sydost om huvudstaden Seoul. Den ligger i stadsdistriktet Cheoin-gu i kommunen Yongin, cirka 20 km sydost om kommuncentrum.